# 印度共产党（马列）人民力量
印度共产党（马列）人民力量（英語：Communist Party of India (Marxist–Leninist) Janashakti）是印度的一个已不存在的共产主义政党。

## 历史
印度共产党（马列）人民力量成立于1992年，由六个革命共产主义组织合并而成，分别是：
- 印度共产党（马列）抵抗
- 印度共产党（马列）P·V·拉奥
- 印度共产党（马列）可汗·麦扎丹
- 共产主义革命者协调委员会
- 争取团结共产主义革命团体
- 印度共产主义革命者团结中心（马列）的一个派别

该党的总部是安得拉邦，奉行群众路线，同时结合地下党和议会的方法进行武装斗争。起初该党进展顺利，在1994年的安得拉邦议会选举，它赢得一个席位，它推出了13个候选人。1996年，一个团体离开该党，形成了印度共产党（马列）团结倡议（后与印度共产主义组织（马列）合并为印度共产党（马列）阶级斗争）。在党内产生一系列分歧的同时，该党转入地下武装斗争。今天该党党员主要集中在安得拉邦，该党分裂成几个派系，各派系之间几乎没有协调工作。
2013年，该党并入印度共产党（马列）阶级斗争。